# Herb Wojcieszowa
Herb Wojcieszowa – symbol miasta Wojcieszów, ustanowiony w 1979.

## Wygląd i symbolika
Herb przedstawia na tarczy dwudzielnej w słup w polu prawym czerwonym pół orła piastowskiego, a w polu lewym błękitnym kwiat dziewięćsiła bezłodygowego z zielonymi liśćmi nad srebrnymi, skrzyżowanymi oskardem i młotem.